# Haworthia
Haworthia е голям род от малки сукулентни растения, ендемични за южна Африка (Мозамбик, Намибия, Лесото, Есватини и Южна Африка).
Подобно на алоетата, те са членове на подсемейство Asphodeloideae и обикновено приличат на миниатюрни алое, с изключение на техните цветове, които се отличават с външен вид. Те са популярни градински и контейнерни растения.

## Видове
Много видове Haworthia са преместени в Haworthiopsis и Tulista, особено след последната актуализация на „The Plant List“ (2013), която съдържа около 150 приети вида Haworthia. Действителният брой и идентификация на видовете не са добре установени; много видове са изброени като „неразрешени“ поради липса на достатъчно информация, а пълният списък отразява трудностите на таксономията на Haworthia, включително много разновидности и синоними. Световният контролен списък на избрани семейства от растения е актуализиран, за да се изключат видовете в Haworthiopsis и Tulista. Видовете, които приема от февруари 2018 г., са изброени по-долу, с изключение на Haworthia kingiana и Haworthia minor, поставени в Tulista от други източници.
- Haworthia akaonii M.Hayashi – Западен Cape Provinces
- Haworthia angustifolia Haw. – Южен Cape Provinces
- Haworthia ao-onii M.Hayashi – Cape Provinces
- Haworthia arachnoidea (L.) Duval – Югозападен Cape Provinces
- Haworthia aristata Haw. – Южен Cape Provinces
- Haworthia bayeri J.D.Venter & S.A.Hammer – Югозападен Cape Provinces
- Haworthia blackburniae W.F.Barker – Югозападен Cape Provinces
- Haworthia bolusii Baker – Южен central and Южен Cape Provinces to Free State
- Haworthia caesia M.Hayashi – Западен Cape Provinces
- Haworthia calva M.Hayashi – Източен Cape Provinces
- Haworthia chloracantha Haw. – Югозападен Cape Provinces
- Haworthia compacta (Triebner) Breuer – Cape Provinces
- Haworthia cooperi Baker – Южен Cape Provinces
- Haworthia cymbiformis (Haw.) Duval – Южен and Югоизточен Cape Provinces
- Haworthia decipiens Poelln. – Южен Cape Provinces
- Haworthia diaphana M.Hayashi – Източен Cape Provinces
- Haworthia elizeae Breuer – Западен Cape Provinces
- Haworthia emelyae Poelln. – Югозападен Cape Provinces
- Haworthia floribunda Poelln. – Югозападен Cape Provinces
- Haworthia fukuyae M.Hayashi – Източен Cape Provinces
- Haworthia grenieri Breuer – Западен Cape Provinces
- Haworthia heidelbergensis G.G.Sm. – Югозападен Cape Provinces
- Haworthia herbacea (Mill.) Stearn – Югозападен Cape Provinces
- Haworthia lockwoodii Archibald – Югозападен Cape Provinces
- Haworthia maculata (Poelln.) M.B.Bayer – Югозападен Cape Provinces
- Haworthia magnifica Poelln. – Югозападен Cape Provinces
- Haworthia maraisii Poelln. – Югозападен Cape Provinces
- Haworthia marumiana Uitewaal – Cape Provinces
- Haworthia mirabilis (Haw.) Haw. – Югозападен Cape Provinces
- Haworthia mollis M.Hayashi – Източен Cape Provinces
- Haworthia monticola Fourc. – Югозападен Cape Provinces
- Haworthia mucronata Haw. – Югозападен Cape Provinces
- Haworthia mutica Haw. – Югозападен Cape Provinces
- Haworthia nortieri G.G.Sm. – Югозападен Cape Provinces
- Haworthia outeniquensis M.B.Bayer – Югозападен Cape Provinces
- Haworthia parksiana Poelln. – Югозападен Cape Provinces
- Haworthia pubescens M.B.Bayer – Югозападен Cape Provinces
- Haworthia pulchella M.B.Bayer – Югозападен Cape Provinces
- Haworthia pygmaea Poelln. – Югозападен Cape Provinces
- Haworthia regina M.Hayashi – Източен Cape Provinces
- Haworthia reticulata (Haw.) Haw. – Югозападен Cape Provinces
- Haworthia retusa (L.) Duval – Югозападен Cape Provinces
- Haworthia rossouwii Poelln. – Cape Provinces
- Haworthia sapphaia M.Hayashi – Източен Cape Provinces
- Haworthia semiviva (Poelln.) M.B.Bayer – Cape Provinces
- Haworthia springbokvlakensis C.L.Scott – Южен Cape Provinces
- Haworthia subularis M.Hayashi – Източен Cape Provinces
- Haworthia transiens (Poelln.) M.Hayashi – Южен Cape Provinces
- Haworthia truncata Schönland – Югозападен Cape Provinces
- Haworthia turgida Haw. – Югозападен Cape Provinces
- Haworthia variegata L.Bolus – Югозападен Cape Provinces
- Haworthia veltina M.Hayashi – Източен Cape Provinces
- Haworthia villosa M.Hayashi – Източен Cape Provinces
- Haworthia vlokii M.B.Bayer – Югозападен Cape Provinces
- Haworthia wittebergensis W.F.Barker – Югозападен Cape Provinces
- Haworthia zantneriana Poelln. – Южен Cape Provinces

## Галерия за идентификация
- Haworthia arachnoidea има множество тъмнозелени листа, които нямат полупрозрачни върхове и носят гъста космата мрежа от бодли.
- Haworthia nortieri, от далечния северозапад на Западен Кейп, има непрозрачни листа, покрити с овални пелуцидни петна.
- Haworthia maculata, показва отличителни червено-лилави, петнисти, нормално мършави листа, с мънички четина по полетата и киловете.
- The highly proliferous Haworthia reticulata носи малки зъби и мрежест шарка по листата си.
- Haworthia herbacea, показващ отличителен жълто-зелен цвят, и предени полета и килове.
- Haworthia pubescens се среща едновременно с H.herbacea но е много фино „космат“ (покрит с кадифен мъх)
- Haworthia floribunda има относително малко тъмни, тънки, усукани листа със заоблени краища.
- Haworthia chloracantha образува туфи с тънки, извити, жълто-зелени листа
- Haworthia variegata има тънки, прави, изправени листа, с пъстри предени полета.
- Haworthia maraisii е мъничка, тъмно оцветен вид, с настръхнали, пренаредени листа.
- Haworthia parksiana е най-малкият вид Haworthia
- Haworthia mirabilis има остро заострени, полупрозрачни листни лица с маргинални бодли
- Haworthia heidelbergensis вероятна форма на H. mirabilis, с дълги, тънки листа с власинки, които са по-разпространени навън.
- Haworthia magnifica понякога се счита за форма на H. mirabilis. Отличава се със своите цветя, но обикновено има тъмни, облицовани, триъгълни, скабридни листни лица.
- Haworthia magnifica var. splendens е особено богато украсен сорт с набраздени листа, ценен от градинарите като Haworthia splendens.
- Haworthia magnifica var. acuminata има по-светъл цвят и по-заострени листа
- Haworthia magnifica var. atrofusca е много тъмен, червеникавокафяв, сорт с груба повърхност
- Haworthia turgida е компактен, натрупан вид с подути, светлозелени листа
- Haworthia mutica има една или две линии и бледа, мътна, матова повърхност върху своите компактни, леко заоблени листа
- Haworthia retusa има разпознаваемо блестящо листо на ретушираните си листа и светло зелен цвят
- Haworthia pygmaea има плоски, грапави листни повърхности
- „agenteo-maculosa“ е по-гладка разновидност на Haworthia pygmaea със сребърни петна
- Haworthia emelyae има компактни, изпъкнали листа, които често са с розови петна.
- Haworthia bayeri има тъмни листа с леко заоблени върхове на листата.
- Haworthia emelyae var. comptoniana е голяма, по-светла цветна форма, с ясен мрежест модел по широките листни лица
- Haworthia springbokvlakensis има кръгли, изпъкнали, полупрозрачни листни лица
- Haworthia truncata („Конски зъби“)
- Haworthia wittebergensis показващ отличителните си тънки листа, подобни на четина
- Haworthia semiviva суши листата си в хартиена обвивка в разгара на лятото.
- Haworthia lockwoodii изсушава листата си в хартиена обвивка в разгара на лятото.
- Haworthia marumiana var. redii
- Haworthia mucronata има полупрозрачни полета и килове върху меките си, заострени листа.
- Haworthia decipiens има светлозелени, широки, плоски, полупрозрачни листа, които имат необикновени четина по полетата (по-малко по долните листа)
- Haworthia cooperi показва полупрозрачни „прозоречни“ панели по върховете на листата му
- An extreme rounded form of Haworthia cooperi
- Haworthia cymbiformis има светлозелени, равномерно оформени, лодковидни листа (cymbiformis – „с форма на лодка“)
- Haworthia blackburneae е тънък, подобен на трева вид